# East Nicolaus
East Nicolaus es un lugar designado por el censo (en inglés, census-designated place, CDP) ubicado en el condado de Sutter, California, Estados Unidos. Según el censo de 2020, tiene una población de 223 habitantes.

## Geografía
La localidad está ubicada en las coordenadas 38°54′36″N 121°32′40″O / 38.91000, -121.54444 (38.910044, -121.544319).